# Danny L Harle
Danny L Harle, pseudonimo di Daniel Eisner Harle (Londra, 25 settembre 1989), è un compositore britannico.

## Biografia

### Formazione
Figlio del sassofonista John Harle, Danny Harle non mostrava inizialmente particolare interesse per la musica, ma imparò da giovanissimo a suonare il violoncello e il basso. Appassionatosi in un secondo momento al free jazz e a gruppi come gli Slipknot e i Madness, Danny Harle entrò nel complesso jazz della Royal Academy of Music. La prima traccia di cui si ha memoria ove figura Harle è Caesar Hath Wept dei Duke Quartet. In seguito, il futuro compositore studiò musica classica alla Goldsmiths, University of London.

### Prima parte di carriera
Le primissime tracce elettroniche di Harle risalgono al 2010, e risentono tanto l'influsso dello skweee quanto dell'arte camp. Harle voleva comporre musica da camera in cui coesistevano strumenti musicali e suoni tratti da videogiochi come Ocarina of Time e Street Fighter II.
Mentre studiava alla Goldsmiths, Harle iniziò una collaborazione artistica con A. G. Cook che li portò a inaugurare il progetto Dux Content. I due si erano già conosciuti al liceo, condividevano gli stessi gusti musicali, ed erano appassionati del duo comico Tim & Eric. Stando a quanto dichiararono, i Dux Content avrebbero voluto comporre musica vocale, ma, dal momento che non avevano un cantante, decisero di fare musica sperimentale dalle metriche composte e piena di cambi di tempo. Una delle loro prime pubblicazioni, uscita nel 2012 a nome Dux Consort, è una collaborazione con Spencer Noble e Tim Phillips che raccoglie diverse composizioni per pianola Disklavier. Adottando l'alias Dux Kids, Harle e Cook realizzarono della musica il cui ritmo è costruito con una voce umana. A loro è accreditata anche la colonna del film d'animazione Heart of Death, diretto da Alicia Norman.

### Il successo
Grazie alla sua collaborazione con Cook, Harle ebbe anche modo di approcciarsi per la prima volta alle tecniche di produzione della musica pop. Il primo brano di Harle a ottenere visibilità di critica fu il singolo d'esordio Broken Flowers, uscito per la neonata etichetta PC Music, di cui Harle divenne uno degli artisti più accessibili.
Agli inizi del 2014, Danny L Harle si occupò del sound design dell'album  The Tyburn Tree (Dark London) di suo padre John e Marc Almond, mentre, sul finire dello stesso anno, pubblicò il secondo singolo In My Dreams e una cover di Stay Another Day degli East 17, entrambe realizzate assieme alla cantante Raffy, con cui avrà modo di collaborare anche in futuro.
Il 6 maggio 2016, Harle pubblicò per la PC Music Ashes of Love, una collaborazione con Caroline Polachek del duo Chairlift. Seguì Super Natural, considerato il suo brano più mainstream, e ove partecipa la pop star canadese Carly Rae Jepsen. Una settimana più tardi uscì il videoclip di Super Natural, diretto da Bradley & Pablo (ricordati per aver girato i video musicali di altri artisti della PC Music come Hannah Diamond, QT e Charli XCX).
Harle proseguì la sua carriera duettando con altri artisti, fra cui Tkay Maidza (il fenomeno di Internet Bom Bom del 2017), Clairo (Blue Angel e B.O.M.D., entrambe del 2018) e Hannah Diamond (Part of Me del 2019), oppure scrivendo e remixando tracce per altri artisti, fra cui Nile Rodgers, Betta Lemme e Tommy Cash. Nel 2019, Harle produsse e compose molte tracce dell'album Pang di Caroline Polachek.
Nel mese di gennaio del 2021 Harle annunciò l'uscita del primo album in studio solista Harlecore, uscito il 26 febbraio dello stesso anno.

## Discografia

### Da solista

#### Album in studio
- 2021 – Harlecore

#### Extended play
- 2015 – Broken Flowers
- 2017 – 1UL

#### Singoli
- 2013 – Broken Flowers
- 2014 – In My Dreams
- 2015 – Forever
- 2015 – Always Remember
- 2016 – Ashes of Love (con Caroline Polachek)
- 2016 – Super Natural (con Carly Rae Jepsen)
- 2017 – Me4U (con Morrie)
- 2017 – 1UL
- 2017 – Never Thought (come Danny Sunshine)
- 2017 – Bom Bom (con Tkay Maidza)
- 2018 – Blue Angel (con Clairo)
- 2019 – Part of Me (con Hannah Diamond)
- 2020 – Dreaming (con Lil Texas)
- 2021 – On a Mountain (come DJ Danny)
- 2021 – Boing Beat (come MC Boing)
- 2021 – Interlocked (come DJ Mayhem)
- 2021 – Ocean's Theme (come DJ Ocean)

### Nei gruppi

#### Nei Dux Content

##### Album
- 2012 – Disklavier Concert 1 (come Dux Consort)
- 2013 – Lifestyle

##### Singoli
- 2012 – Moose (con Moose)
- 2012 – Party on My Own
- 2013 – Like You
- 2015 – Snow Globe